# Canzobre
Canzobre ist ein Ort in der autonomen Gemeinschaft Galicien in Spanien. Er gehört der Provinz A Coruña und dem Municipio Arteixo an. Im Jahr 2015 lebten 53 Menschen in Canzobre, von denen 31 männlich und 22 weiblich waren.

## Lage
Canzobre liegt etwa 15 Kilometer südlich von A Coruña und etwa 7 Kilometer nordwestlich von Arteixo.